# Хачатрян, Вардан Жораевич
Варда́н Жораевич Хачатря́н (арм. Վարդան Խաչատրյան; 6 апреля 1959, Джермук) — армянский политический и государственный деятель.
- 1975—1980 — Ереванский политехнический институт им. К.Маркса, механико-машиностроительный факультет.
- 1982—1985 — аспирант Московского высшего технического университета им. Э.Баумана.
- 1980—1983 — работал инженером в ПО «Минеральные воды Армении».
- 1983—1985 — работал инженером в Ереванском политехническом институте.
- 1985—1990 — старший инженер технического отдела, заведующим отделом, заведующим производственно-техническим отделом в производственном объединении кондитерских изделий и хлебопечения Армении.
- 1990—1992 — начальник цеха в ПО «Зовк» министерства продовольствия Армянской ССР, затем директор того же завода.
- 1992—1995 — был членом комиссии Армении по приватизации и денационализации.
- 28 июня 1995 — избран депутатом парламента. Заместитель председателя постоянной комиссии по финансово-бюджетным и экономическим вопросам.
- 1998—1999 — работал в министерстве обороны Армении, начальником финансово-бюджетного управления.
- 1999—2000 — был депутатом парламента. Председатель постоянной комиссии по финансово-бюджетным и экономическим вопросам.
- С ноября 2000 — министр финансов и экономики Армении. Член «РПА».
- С июня 2008 — советник президента Армении.